# Linha Amarela S.A.
A Linha Amarela S.A. (LAMSA), é uma empresa concessionária do Rio de Janeiro, que administra a Linha Amarela, uma das mais importantes vias expressas da cidade. A via expressa possui 17,4 quilômetros de extensão e liga a Ilha do Fundão à Barra da Tijuca, cortando diversos bairros das zonas Norte e Oeste. A LAMSA faz parte do grupo Invepar.
O órgão fiscalizador da LAMSA é a Prefeitura do Município do Rio de Janeiro.

## Bairros atendidos pela Linha Amarela
A Linha Amarela passa por 13 bairros e 23 comunidades:

### Bairros
- Jacarepaguá;
- Água Santa;
- Encantado;
- Engenho de Dentro;
- Abolição;
- Pilares;
- Del Castilho;
- Inhaúma;
- Manguinhos;
- Higienópolis;
- Bonsucesso;
- Cidade Universitária (Fundão).

### Comunidades
- Cidade de Deus;
- Covanca;
- União de Del Castilho;
- Águia de Ouro;
- Agrícola de Higienópolis;
- Vila São Pedro;
- Morro da Família;
- IAPI Del Castilho;
- Gretisa;
- Complexo da Maré (Vila do João, Vila dos Pinheiros, Conjunto dos Pinheiros, Bento Ribeiro Dantas, Morro do Timbau, Baixa do Sapateiro, Parque Maré, Nova Holanda, Parque União, Rubens Vaz, Conjunto Esperança e Parque Ecológico) ;
- Caju (Parque Alegria e Parque Boa Esperança).

## História
Em 21 de novembro de 1995, foi criada a Linha Amarela S/A - LAMSA, com atribuições de acompanhar a execução do projeto, viabilizar recursos financeiros e montar a estrutura operacional como concessionária. Em 24 de novembro de 1997, a via foi inaugurada e a cobrança do pedágio foi iniciada em 1º de janeiro de 1998.
O contrato de concessão, assinado em 1997 entre a Prefeitura da Cidade do Rio de Janeiro e a LAMSA, que vencia em 2022, foi prorrogado em maio de 2010 por mais 15 anos, até 2037. Em contrapartida, a concessionária teria de investir R$ 251 milhões em obras na Linha Amarela e em suas proximidades.
Em 25 de outubro de 2019, a Prefeitura, então comandada por Marcelo Crivella, cancelou a concessão, dando o prazo de 48 horas para que a empresa deixasse a administração da via. Na noite do dia 27, tratores da Prefeitura destruíram parte da estrutura do pedágio, com a administração municipal retomando o controle da via expressa. Algumas horas depois, no entanto, a empresa conseguiu na justiça uma liminar para retomar o controle administrativo da Linha Amarela, podendo voltar a cobrar o pedágio.

## Controvérsias
Em 2019, o prefeito do Rio de Janeiro, Marcelo Crivella, determinou que o contrato de concessão com a Lamsa para a gestão da Linha Amarela fosse cancelado. Segundo auditoria do município, foi constatado prejuízo de R$ 1,6 bilhão à população da cidade, o que foi confirmado pela CPI da Linha Amarela realizada na Câmara dos Vereadores do Rio. Se constatou que, no contato firmado com a Lamsa, foi excluída a receita com o fluxo de carros que passam pela Linha Amarela. Dessa forma,  o retorno financeiro da concessionária, que deveria ser de 10%, passou para 30%: 150 milhões de carros passaram pelos pedágios sem que isso fosse contabilizado. Ainda de acordo com a CGM, os ganhos da LAMSA com a Linha Amarela foram suficientes para que a concessão tivesse se encerrado em 2015.